# Сардањола дел Ваљес
Сардањола дел Ваљес (шп. Cerdanyola del Vallès) град је у Шпанији у аутономној заједници Каталонија у покрајини Барселона. Према процени из 2008. у граду је живело 58.493 становника.

## Становништво
Према процени, у граду је 2008. живело 58.493 становника.
| 1991.  | 2001.  |
| ------ | ------ |
| 56.612 | 53.343 |

## Партнерски градови
- Колењо